# Daucus crinitus
Daucus crinitus är en flockblommig växtart som beskrevs av René Louiche Desfontaines. Daucus crinitus ingår i släktet morötter, och familjen flockblommiga växter. Inga underarter finns listade i Catalogue of Life.

## Bildgalleri

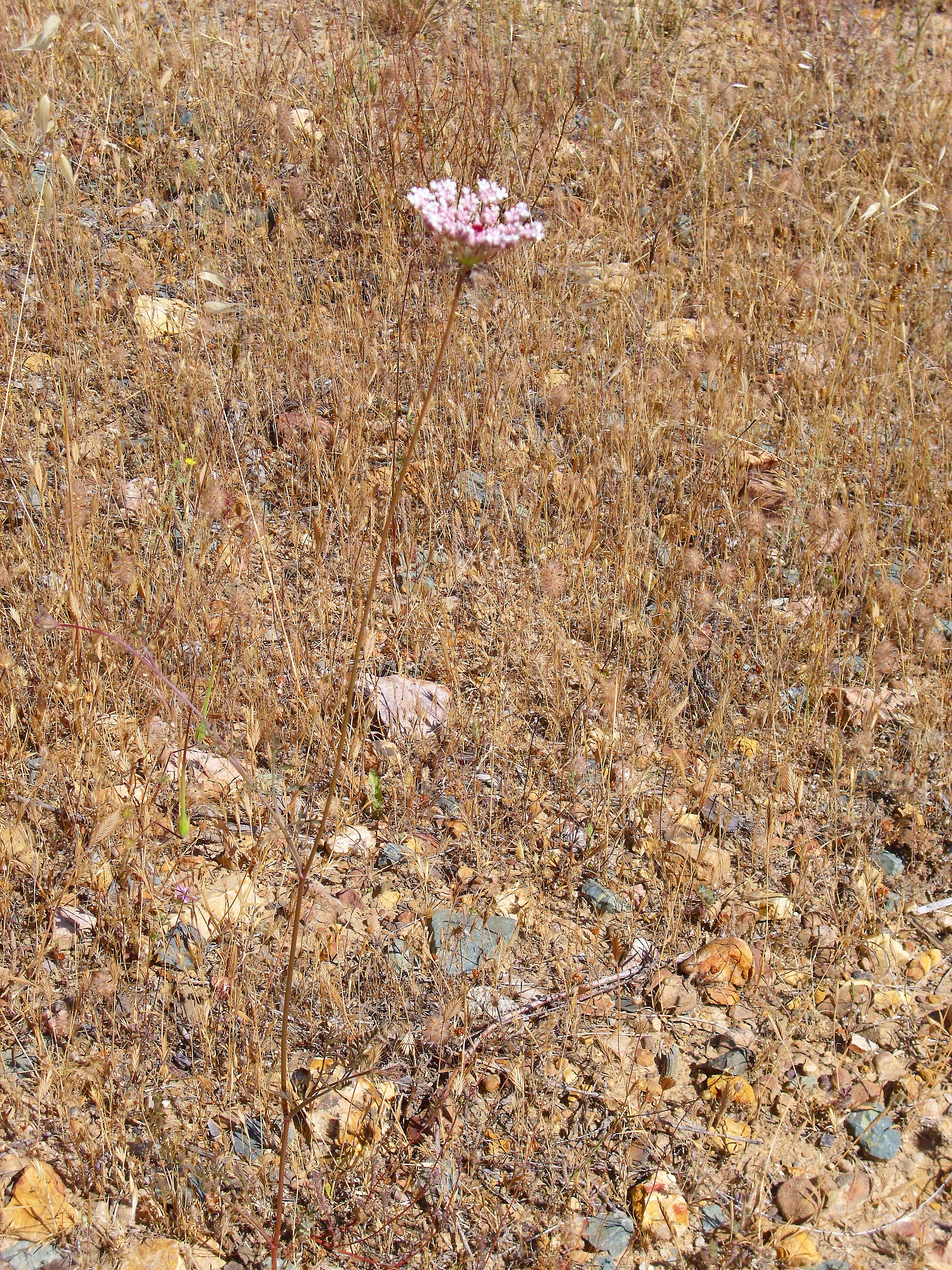